# وادی نطرون
درهٔ ناترون دره‌ای است در استان بحیره کشور مصر که شهری به همین نام در آن واقع شده‌است. این نام برگرفته از هشت دریاچه‌ای است که در اطراف این شهر نمک ناترون تولید می‌کنند می‌باشد. در فرهنگ‌های مسیحی این منطقه را با نام ستیس می‌شناسند که یکی از مراکز مسیحیت در منطقهٔ شمالی دلتای نیل می‌باشد.
بی کربنات سدیم به دست آمده از این دریاچه‌های معدنی در اطراف این ذره باعث شد که مصریان قدیم مواد لازم برای مومیایی کردن را داشته باشند.

## نگارخانه

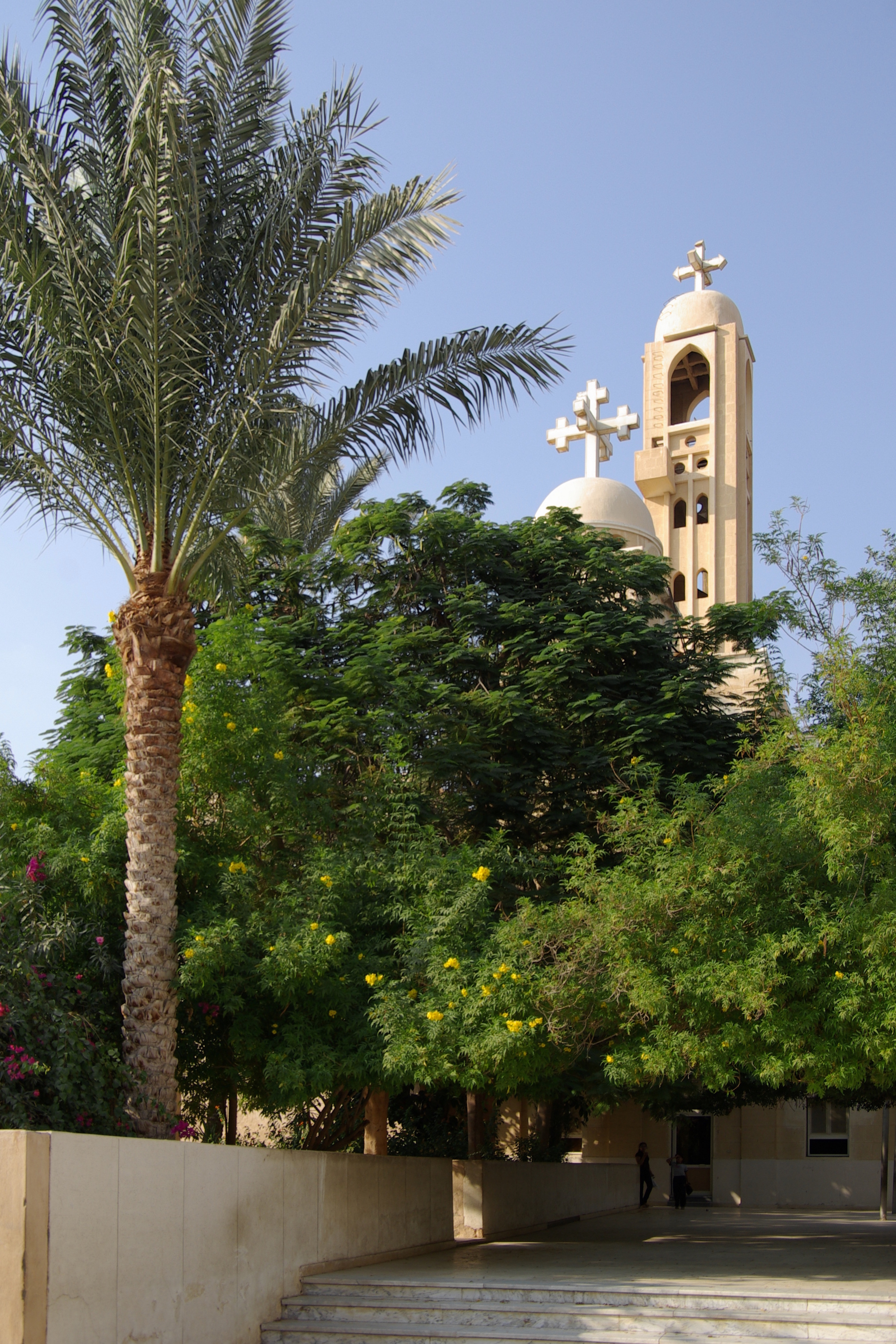
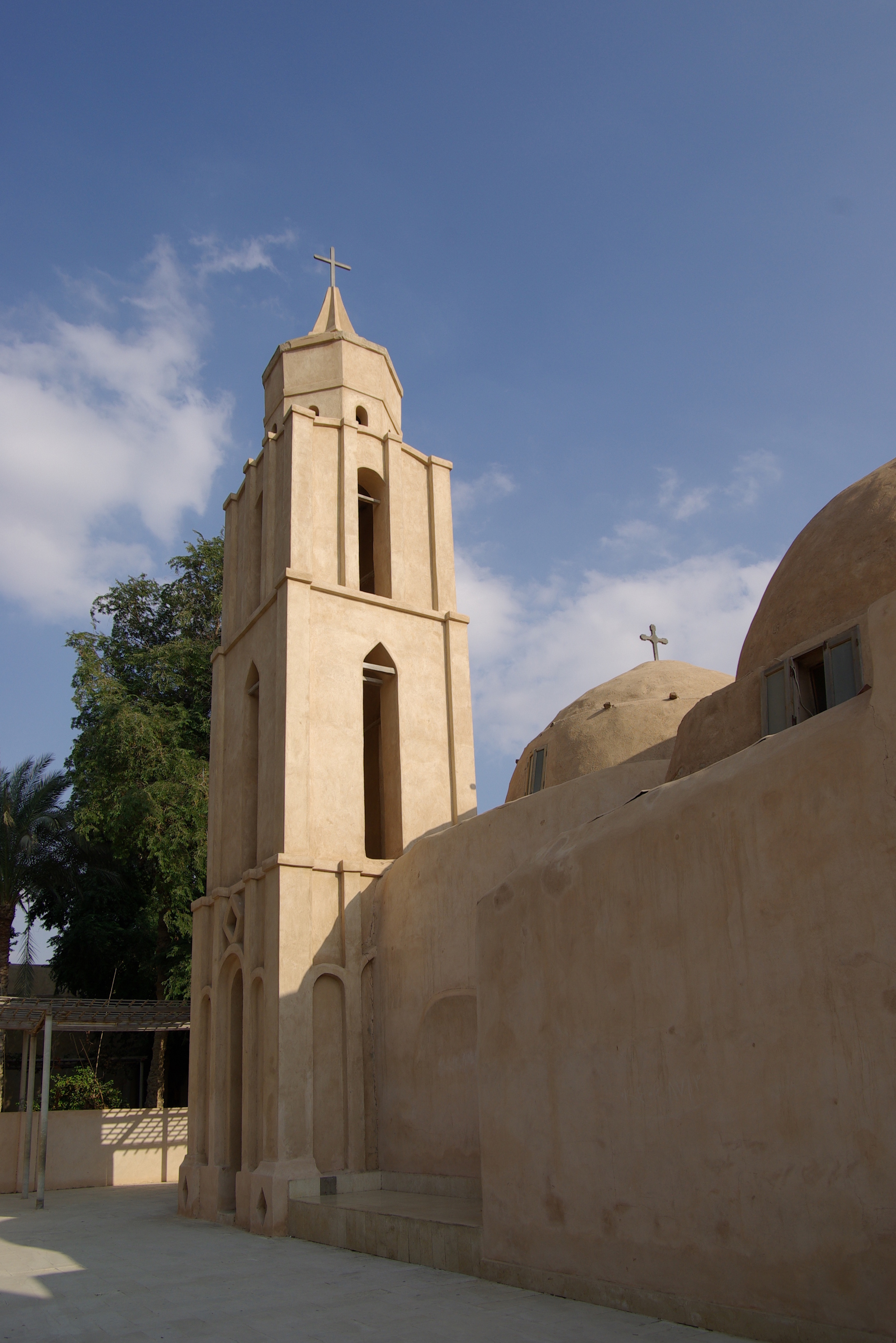
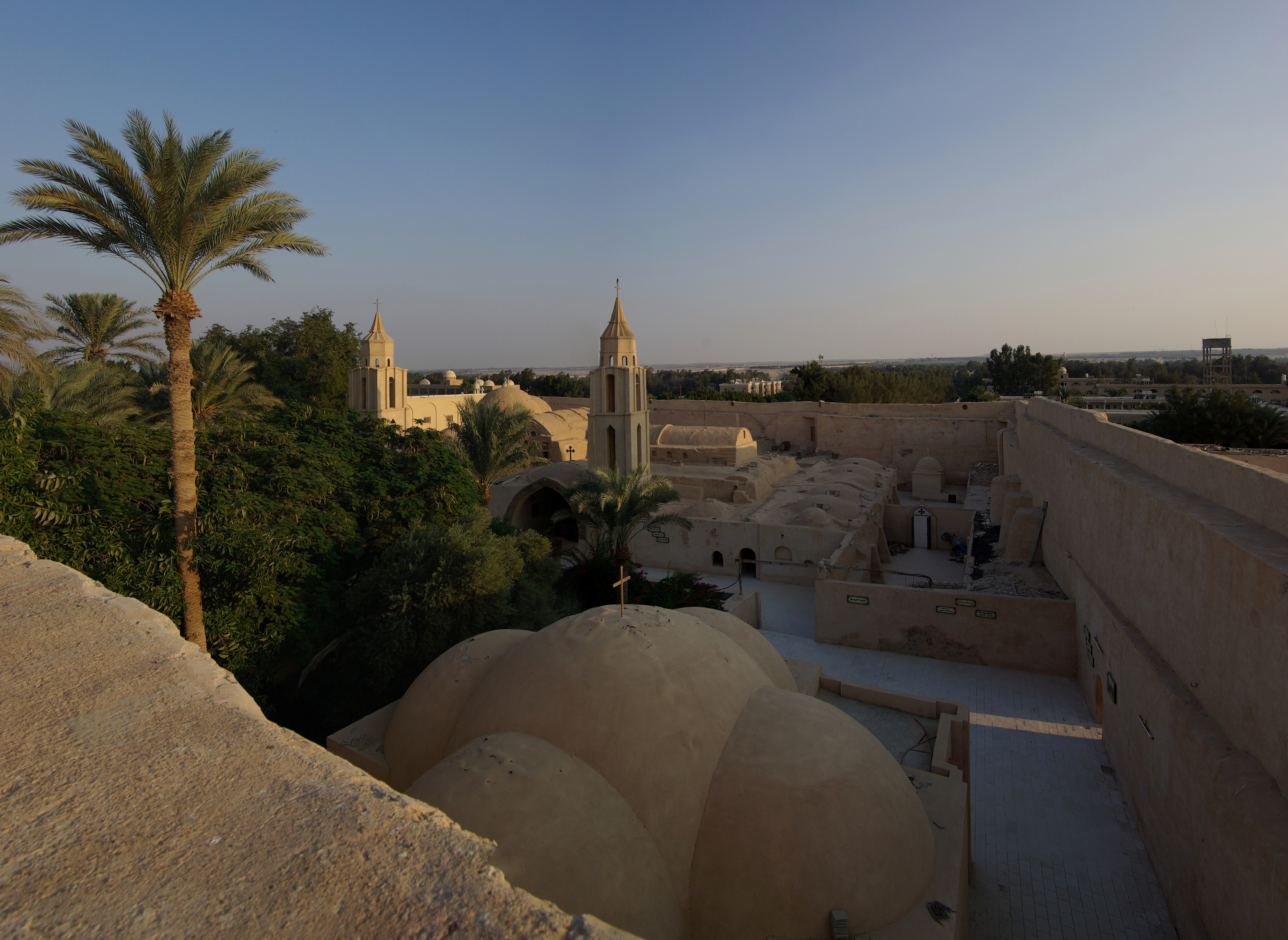
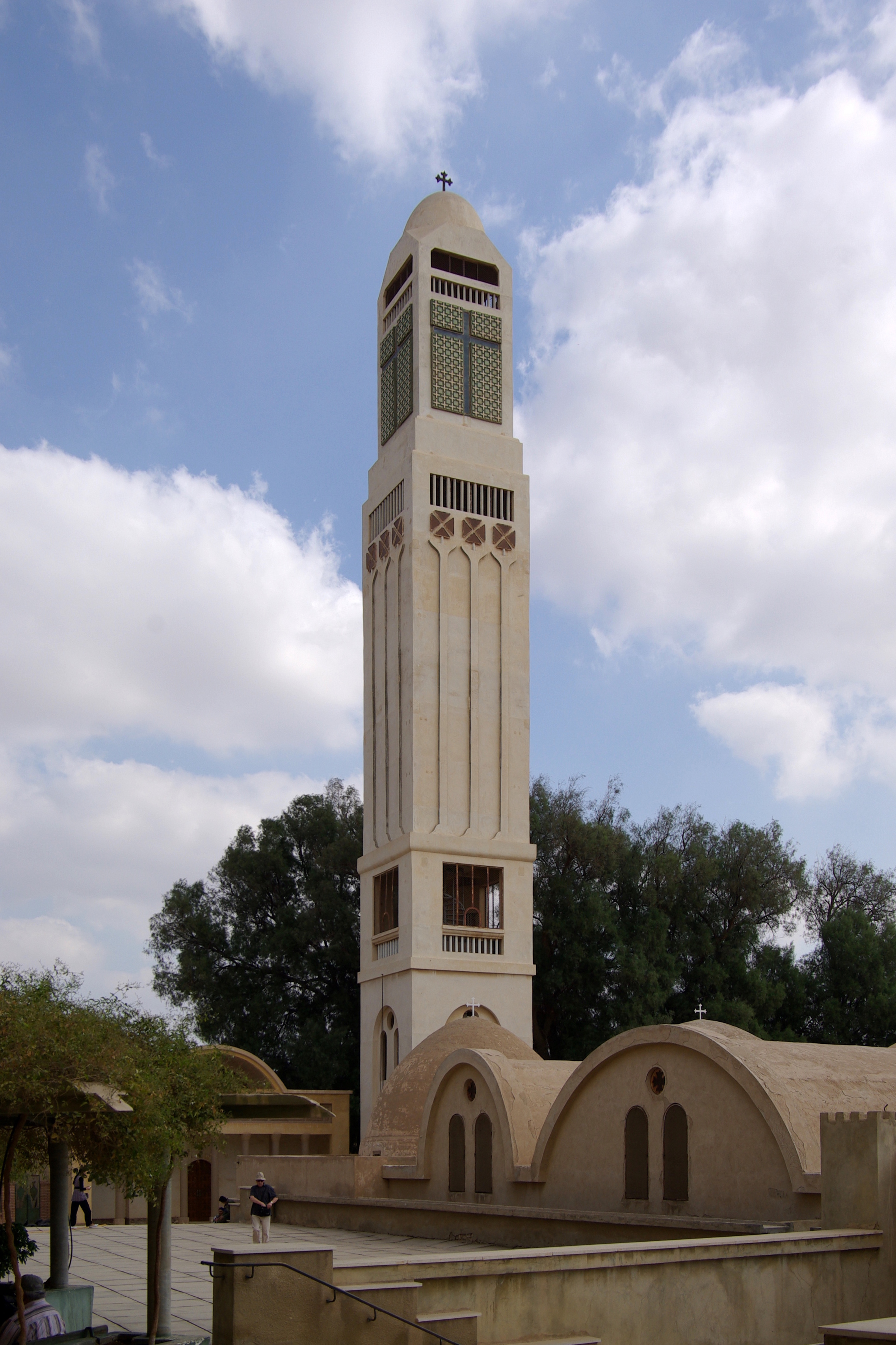
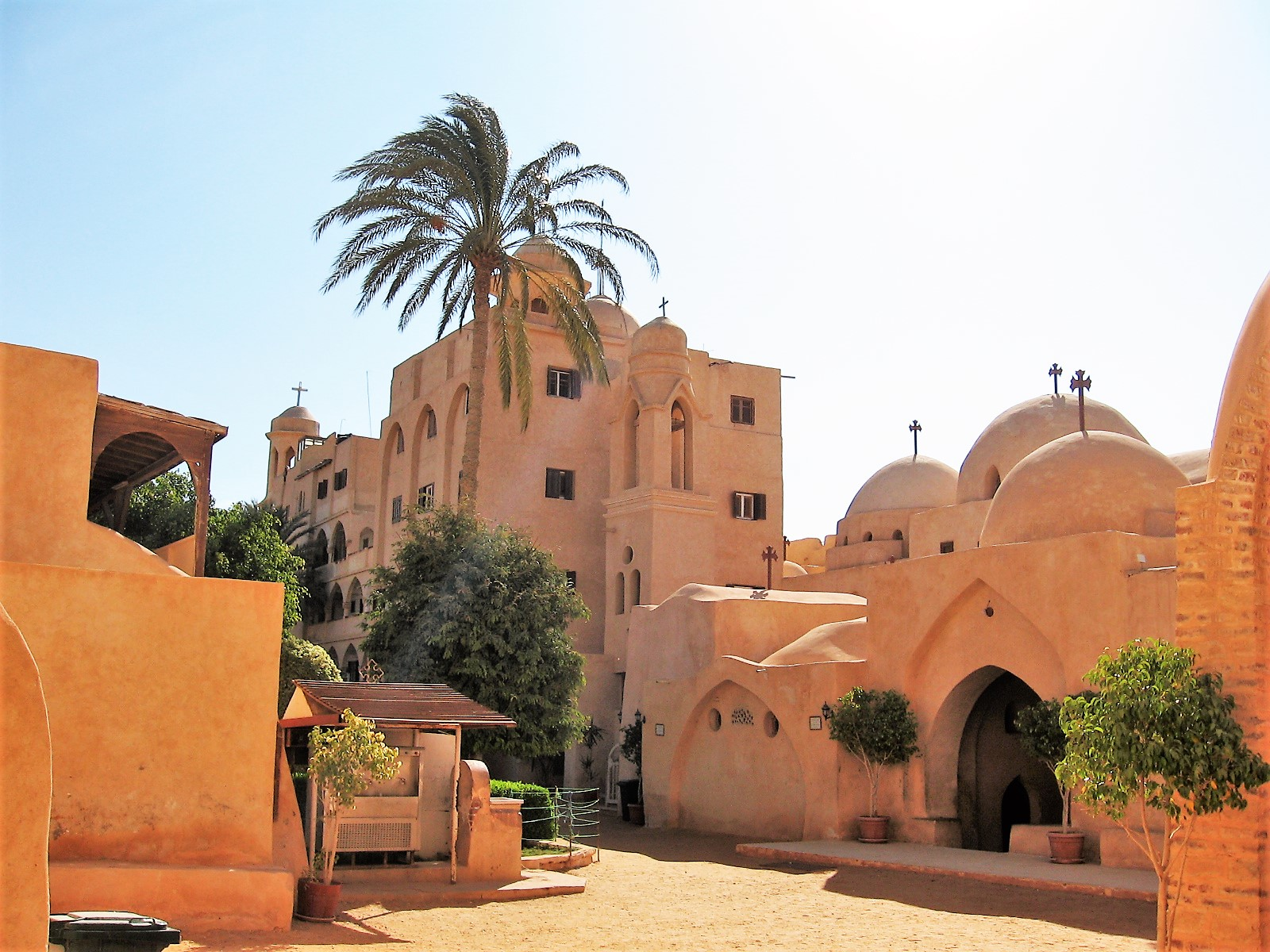
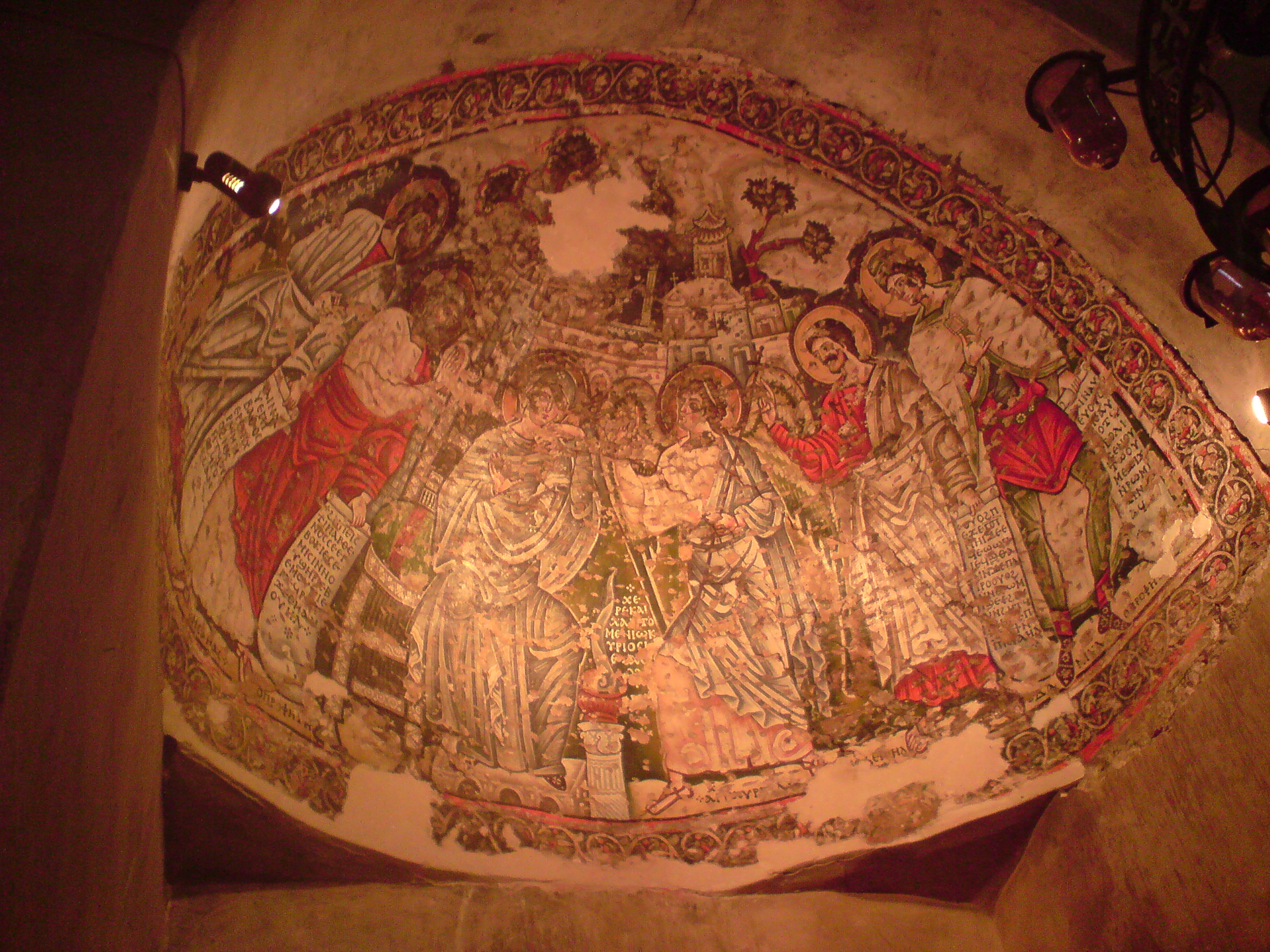
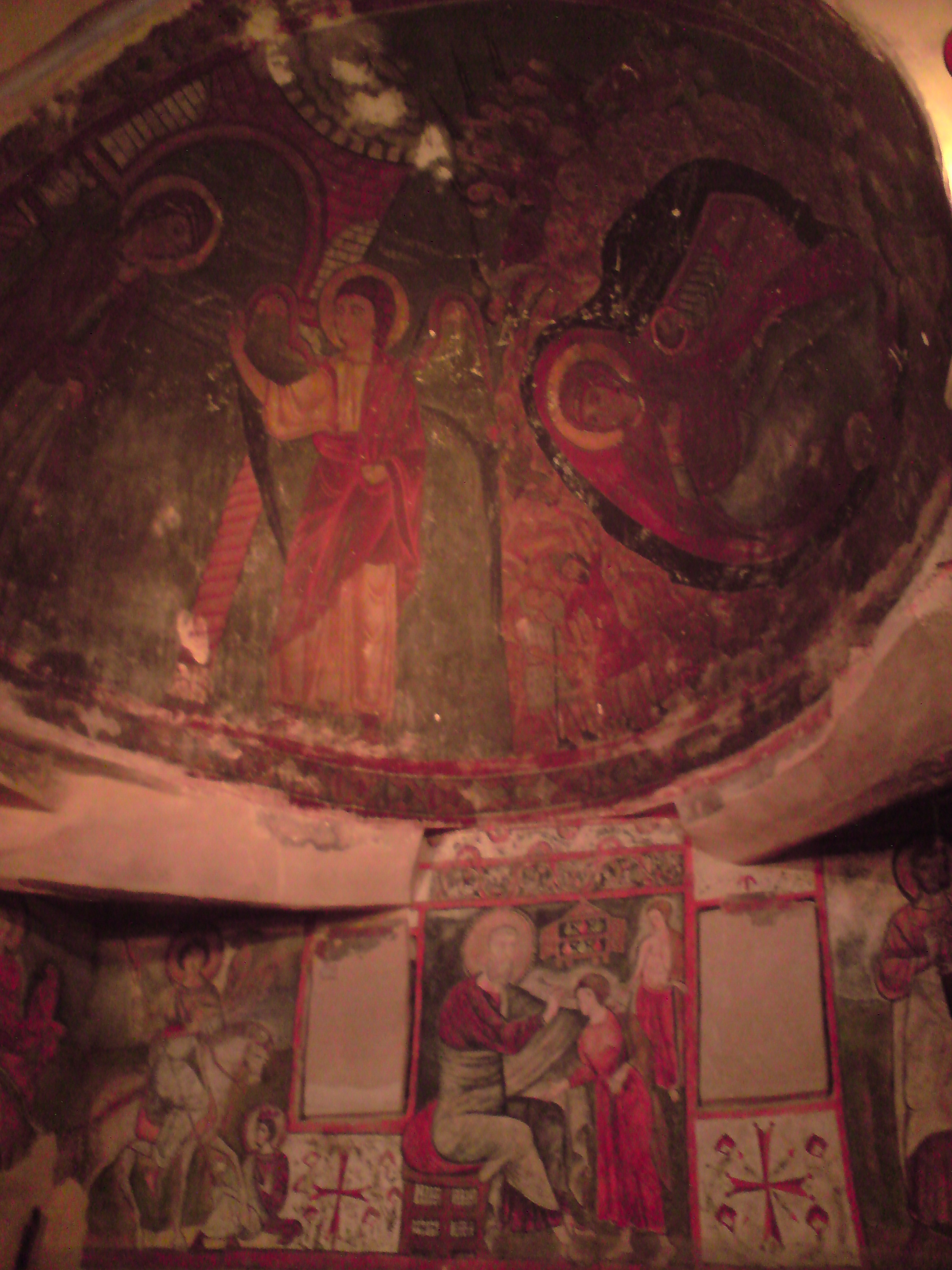